# Braid Law
Der Braid Law ist ein 436 m hoher Hügel in der Kette der Pentland Hills. Er liegt im Westen der schottischen Council Area Midlothian an der Ostflanke im Zentrum der rund 25 km langen Hügelkette. Der Weiler Carlops befindet sich rund 4 km südlich; die Kleinstadt Penicuik 5,5 Kilometer östlich. Rund drei Kilometer südwestlich wurde das North Esk Reservoir aufgestaut. Die Nachbarhügel sind der Cap Law im Westen sowie West und East Kip und South Black Hill im Norden.

## Umgebung
Auf dem Grat zwischen Green Law, Cap Law und Braid Law war einst ein Kreuz aufgerichtet. Nachdem sich zu Beginn des 19. Jahrhunderts noch dessen zerstörter, ornamentierter Schaft an Ort und Stelle befunden hatte, ist heute nur noch die rund 1 m × 0,7 m messende Bodenplatte erhalten. Wahrscheinlich lag es an der Monk’s Road, einem etablierten Pfad der Mönche auf ihrem Weg zur Dunfermline Abbey mit Querung des Firth of Forth beim heutigen South Queensferry.
Mitte des 19. Jahrhunderts wurde der Fund von bronzenen Waffen am Nordhang des Braid Law unweit der Eastside Farm berichtet. Über ihren Verbleib ist jedoch nichts bekannt. 500 m nordöstlich wurde im Jahre 2002 eine neolithische Axt mit einer Länge von 115 cm aufgefunden.
Weitere Spuren früherer Besiedlung finden sich an den Südhängen des Braid Law. In einer Mulde an der Südostseite befindet sich ein 6,4 m × 5,2 m großer Cairn.